# كازام (فلم)
كازام (kazaam) هو فيلم أمريكي تم انتاجه عام 1996 موسيقية الخيال فيلم كوميدي من إخراج بول مايكل جلاسر كتبها كرستيان فورد وروجر سوفر بناء على القصة جلاسر، وبطولة شاكيل اونيل، تدور احداث القصة حول جني يبلغ من العمر 5000 عام يظهر من صندوق ألعاب سحري لمنح ولد ثلاث أمنيات.
تم إصدار الفيلم في 17 يوليو 1996، وحقق 19 مليون دولار من ميزانيته البالغة 20 مليون دولار.

## القصة
يبدأ الفيلم مع كرة مدمرة تدمر مبنى مهجورا. التأثير يقرع مصباحًا سحريًا داخل المبنى، مما تسبب في هبوطه على صندوق ذراع. الجني بداخله يقرر الإقامة داخل صندوق الرفع من هناك.
وفي الوقت نفسه، يذهب صبي يدعى ماكس (فرانسيس كابرا) إلى المدرسة. وهو يحيي صديقه، جيك (يصوره جيك جلاسر، ابن بول مايكل جلاسر، المخرج)، ذو وجه أخرق ويعاقب عليه معلمه. يواجه ماكس عصابة من المتسللين الذين يمسكونه على أرضية الحمام ويرسمون مخططه. يستمرون بمطاردة ماكس من خلال بروكلين. يتم مطاردة ماكس إلى المبنى المهجور، حيث يكتشف صندوق الرفع ويطلق العنان للجني من الداخل. يخبر الجني، الذي يقدم نفسه باسم كازام (شاكيل اونيل)، ماكس أنه الآن جني ماكس ويثبت ذلك له من خلال إظهار قوته، مما يؤدي إلى اختفاء كازام عن وجه الأرض.
يعود ماكس إلى المنزل ليجد أن والدته تتزوج من رجل إطفاء يدعى ترافيس. تبين أن والدته كذبت عليه بشأن مكان وجود والده الحقيقي، وأنه موجود بالفعل في المدينة. انطلق ماكس للبحث عن والده على أمل إشعال علاقتهما. واجه فجأة كازام أثناء رحلاته، الذي يزعج ماكس في صنع أمنية. في النهاية، وجد ماكس والده، ليعرف أنه عامل موهب موسيقي متخصص في الموسيقى غير المصرح بها.
يذهب ماكس إلى مخبأه السري السري ويخبر كازام عن والده. قرروا أن يشاركوا في سباق للدراجات من خلال مخبأ ماكس، حيث يعرض كازام قواه. أخيرًا يقنع «ماكس» أخيرًا بتحقيق أمنيته الأولى، والتي تتكون من الوجبات السريعة التي تمطر من السماء. أثناء تناول كل هذا، يدرك ماكس فجأة أنه يمتلك كازام حتى يقوم برغبتيه الأخيرتين. ماكس وكازام يخرجون لرؤية والد ماكس مرة أخرى.
بعد تخطي حارس شخصي مرهق، قدم والده ماكس إلى الموظفين الآخرين في الوكالة ودُعي إلى ملهى ليلي. مالك النادي الليلي واسمه مالك (مارشال مانيش)، يبدي اهتمامًا بكازام عند إدراكه أنه جني، ويأمل في السيطرة على كازام من خلال والد ماكس. في اليوم التالي، يقيم كازام في منزل ماكس ويمرر نفسه كمدرس ماكس.
يعترف ماكس لـ كازام بأنه ووالده لا يرتبطان حقًا، على الرغم من أن كازام يحاول التخلص من المشكلة ببعض موسيقى الراب. يحاول ماكس أن يرغب والده ووالدته في العودة إلى الحب، ولكن لا يستطيع كازام منح هذه الرغبة لأنه ليس جنًا، وبالتالي فهو غير حر في منح هكذا رغبات.
في وقت لاحق من ذلك اليوم، شاهد ماكس والده يتعرض للاعتداء من قبل مالك وأتباعه ويذهب إلى كازام طلبًا للمساعدة. تلقى كازام للتو صفقة قياسية باعتباره مغني راب محترف وغير قادر على مساعدة ماكس. بعد المدرسة، عندما طالب والد ماكس ابنه بتسليم شريط التسجيل الذي سرقه الليلة الماضية، يفعل. ثم يترك يدرك أنه لن يحصل على فرصة ثانية معه. في وقت لاحق من تلك الليلة، تم اختطاف ماكس من قبل مالك وسيطر على صندوق ذراع كازام، مما دفع والد ماكس لفهم الخطأ الذي ارتكبه. مالك، بعد أن سيطر على صندوق ذراع «كازام»، يسيطر الآن على «كازام» نفسه. تم دفع ماكس أسفل عمود المصعد بواسطة مالك. يستدعي كازام على أمل أن يفعل عطائه. في حين أن كازام عاجز في البداية ضد سيده، إلا أنه سرعان ما تحرر من اضطهاده وهزم مالك وأتباعه.
يحول كازام مالك إلى كرة سلة ثم يغمره في التخلص من القمامة. ومع ذلك، يجد بعد ذلك جسد ماكس الهامد، ويود أن يمنح رغبة ماكس في منح والده فرصة ثانية في الحياة. ثم، في حزنه، يصبح أخيرًا أخيرًا الجن، وبالتالي يمكنه القيام بذلك لصالح ماكس. معه رسميًا على الجن، يسحب ماكس من طريق الأذى ونفذ من المبنى المحترق بواسطة ترافيس. ثم يظهر والد ماكس ويخبره أنه يأمل في إحياء الروابط مع ابنه، قبل أن ينطلق مع السلطات. ثم شوهد آخر مرة في كازام وهو يمشي على يد صديقته لأنه لا يملك وظيفة، بينما في الوقت نفسه، ينتابك من حريته المكتشفة حديثًا.

## الممثلون
- شاكيل اونيل في دور كازام
- فرانسيس كابرا في دور ماكسويل «ماكس» كونور
- ألي ووكر في دور أليس كونور
- جيمس اتشيسون فى دور نيك ماتيو
- جون كوستيلو في دور ترافيس اونيل
- مارشال مانيش في دور مالك
- ايفرين راميريز في دور كارلوس
- دا برات بنفسها
- جيك جلاسر في دور جيك
- ديدرا روبر في دور سبينديلا
- تزلف ريد في دور آسيا مون

## روابط خارجية
- مقالات تستعمل روابط فنية بلا صلة مع ويكي بيانات